# Musée Fabre
Musée Fabre je muzeum ve francouzském městě Montpellier. Muzeum založil montpellierský malíř François-Xavier Fabre v roce 1828. V letech 2003-2007 prošlo muzeum rekonstrukcí za 61,2 milionu eur. Je to jedna z hlavních památek Montpellieru, nachází se v blízkosti hlavního náměstí Place de la Comédie. Sídlí v historické budově zvané Hôtel de Lunas, kterou muzeu v roce 1968 daroval mecenáš Pierre Sabatier d’Espeyran. Zpočátku sloužila jako knihovna a archiv muzea, v roce 2001 do ní byla přesunuta hlavní expozice. Muzeum schraňuje sbírku keramiky ze starého Řecka, ale zejména maleb. Nejstarší jsou ze 14. století, jádro sbírky tvoří plátna z 17. až 19. století, tedy zvláště barokních, z novějších je pak celistvou především sbírka děl luministů (pozdní odnož impresionismu). Řada pláten pochází z původní Fabreho sbírky, muzeum časem získalo dary a pozůstalosti i dalších sběratelů a mecenášů, jako byli Antoine Valedau, Jules Bonnet-Mel, Alfred Bruyas, Jules Canonge a Pierre Sabatier d’Espeyran. Ve sbírkách se nachází díla autorů jako je Jacques-Louis David, Alexandre Cabanel, Nicolas Poussin, Simon Vouet, Charles Le Brun, Nicolas de Largillière, Hyacinthe Rigaud, Claude Joseph Vernet, Jean-Baptiste Greuze, Jacopo Bassano, Paolo Veronese, Annibale Carracci, Alessandro Allori, Federico Zuccari, Gian Lorenzo Bernini, Domenichino, Salvator Rosa, Luca Giordano, Mattia Preti, Francesco Guardi, Giovanni Pannini, Pieter Brueghel mladší, Peter Paul Rubens, Jacob Isaakszoon van Ruisdael, Gerrit Dou, Gabriel Metsu, Gerard ter Borch, Jan Steen, Adriaen van Ostade, David Teniers mladší, Francisco Zurbarán, Anton Raphael Mengs, Joshua Reynolds, Frédéric Bazille, Gustave Courbet, Eugène Delacroix, Kees van Dongen, Raoul Dufy, Albert Marquet, Pierre Soulages, Nicolas de Staël nebo Maria Helena Vieira da Silva. Zeď kolem budovy je v noci osvětlena 3000 neony. Význam muzea je uznán tím, že je francouzským ministerstvem kultury klasifikováno jako Musée de France (skupina nejvýznamnějších státem vlastněných muzeí).